# Batalla de Minduos
La Batalla de Minduosfue un enfrentamiento entre fuerzas persas y bizantinas ocurrido justo después de la Batalla de Tanuris (528). Procopio considera erróneamente que estas dos batallas son la misma. 
Belisario, oficial de las fuerzas bizantinas, recibiría órdenes de construir un fuerte en Minduos, sin embargo, tropas sasánidas llegarían a la zona y los bizantinos serían obligados a retirarse a una colina cercana. Belisario sería ascendido poco después, por ende es posible que no se le considerara responsable de la derrota, siendo posiblemente un oficial menor en la misma, y no el comandante en jefe.